# باد لوبن‌اشتاین
شهر باد لوبن‌اشتاین در ایالت تورینگن در کشور آلمان واقع شده است.